# ويليام باول
ويليام باول (بالإنجليزية: William Powell)‏ (و. 1892 – 1984 م) هو ممثل مسرحي، وممثل أفلام، من الولايات المتحدة، ولد في بيتسبرغ، توفي في بالم سبرينغس، عن عمر يناهز 92 عاماً، بسبب نوبة قلبية.

## التعليم
تعلم في الأكاديمية الأميركية للفنون المسرحية.

## وصلات خارجية
- ويليام باول في قاعدة بيانات الأفلام على الإنترنت
- ويليام باول على موقع IMDb (الإنجليزية)
- ويليام باول على موقع الموسوعة البريطانية (الإنجليزية)
- ويليام باول على موقع ألو سيني (الفرنسية)
- ويليام باول على موقع ميوزك برينز (الإنجليزية)
- ويليام باول على موقع تيرنر كلاسيك موفيز (الإنجليزية)
- ويليام باول على موقع أول موفي (الإنجليزية)
- ويليام باول على موقع قاعدة بيانات برودواي على الإنترنت (الإنجليزية)
- ويليام باول على موقع قاعدة بيانات برودواي على الإنترنت (الإنجليزية)
- ويليام باول على موقع قاعدة بيانات الأفلام السويدية (السويدية)
- ويليام باول على موقع إن إن دي بي (الإنجليزية)